# Camponotus festinus
Camponotus festinus é uma espécie de inseto do gênero Camponotus, pertencente à família Formicidae.